# Thập niên 2070
Thập niên 2070 hay thập kỷ 2070 chỉ đến những năm từ 2070 đến 2079, kể cả hai năm đó. Không chính thức, nó cũng có thể bao gồm vài năm vào cuối thập niên 2060 hay vào đầu thập niên 2080. Đây là thập kỷ thứ tám của thế kỷ 21.